# Kalle Stropp und sein Freund Boll (1987)
Kalle Stropp und sein Freund Boll ist ein schwedischer Kurzanimationsfilm von Jan Gissberg aus dem Jahr 1987.

## Handlung
Als das Huhn am Morgen einen Wurm entdeckt und ihn fangen will, ahnt es nicht, dass es in eine Falle läuft: Kurz darauf wird es von den Männern Pudding und Kalson entführt, wobei der Fuchs Zeuge der Szene wird. Grashüpfer Kalle Stropp brät sich unterdessen Eierkuchen und wird dabei von Frosch Gustav Boll gestört, der ihn zur neusten Erfindung des Roboters Blech-Niklas führt. Der ist gerade dabei, aus einer Konservenbüchse und anderen Dingen ein Auto zu bauen und beide Freunde beteiligen sich. Plötzlich erscheint der Fuchs und berichtet von der Entführung des Huhns. Kalle, Gustav und der ebenfalls herbeigeeilte Papagei nehmen in Blech-Niklas’ Auto die Verfolgung auf. Dies wird jedoch nur mit der Energie einer geöffneten Brauseflasche betrieben, da der tollpatschige Gustav das Benzin verschüttet hat. So kommt es, dass das Auto nach einiger Zeit der Verfolgung des Diebwagens gen Stockholm stehenbleibt. Der Papagei jedoch verfängt sich unglücklich am Diebeswagen und wird fortgetragen.
In Stockholm sehen Kalle und Gustav ein Werbeplakat, das auf den Zauberer Puddingi aufmerksam macht, der im Dramagiska Teatern der Stadt auftreten wird. Hinter der Bühne sehen Kalle und Gustav den Papagei und das für einen Zaubertrick präparierte Huhn wieder. Auf der Bühne erklärt Pudding als „Puddingi“ dem Publikum unterdessen, dass er seinen Assistenten „El Kalson“ in ein Huhn verwandeln wird. Die „Verwandlung“ geht jedoch schief, da statt des Huhns am Ende Gustav im Verwandlungshut sitzt. Mit Huhn und Papagei flüchten die beiden Diebe, während Kalle und Gustav von einem roten Luftballon davongetragen werden und schließlich auf ein Haus stürzen. Sie entdecken Huhn und Papagei in einer Wohnung auf der anderen Straßenseite. Gustav gelingt es zwar, in die Wohnung zu gelangen, doch wird er von den Dieben festgenommen. Die flüchten mit dem Frosch, dem Huhn und dem Papagei auf einen See. Kalle erhält Hilfe von Blech-Niklas, der ihn aufs Motorboot der Diebe bringt. Nach einigem Chaos können Huhn und Papagei befreit und Pudding und Kalson gefesselt werden. Blech-Niklas wiederum hilft den beiden Zauberern am Ende: Er schenkt ihnen eine Lösung, die alles unsichtbar macht, was mit ihr in Berührung kommt, die jedoch mit Wasser abgewaschen werden kann. So haben sie für ihre nächste Show einen noch besseren Trick erhalten und sind glücklich.

## Produktion
Kalle Stropp und sein Freund Boll war nach Kalle Stropp, Grodan Boll och deras vänner (1956) die zweite Verfilmung und erste Trickverfilmung der Geschichten um den Grashüpfer Kalle Stropp und den Frosch Gustav Boll, die Thomas Funck in den 1940er-Jahren für das Radio geschrieben und später auch eingesprochen hatte. Funck verfasste das Drehbuch des Films und übernahm im Original die Synchronisation sämtlicher Figuren. Zudem schrieb er die Filmmusik. Der Film wurde als Zeichentrick realisiert. Die Animation stammt von Lars Emanuelson, Hans Hägerström, Stig Bergqvist und Jan Gissberg; Gissberg führte zudem Regie.
Kalle Stropp und sein Freund Boll kam am 12. Dezember 1987 in die schwedischen Kinos und wurde im August 2013 in Schweden auf DVD veröffentlicht. Im Fernsehen lief der Film auch unter dem Titel Kalle Stropp och Grodan Boll räddar Hönan (dt.: Kalle Stropp und Gustav Boll retten [das] Huhn). Kalle Stropp und sein Freund Boll wurde in Deutschland 1988 im Rahmen des Kinderfilmfests / 14plus auf der Berlinale gezeigt. Er erschien 2011 als Bonusmaterial zum gleichnamigen Langfilm auf DVD.